# The Mind
The Mind — кооперативна карткова гра, створена Вольфгангом Варшем, яка була випущена Nürnberger-Spielkarten-Verlag у 2018 році. Гра була номінована на премію Spiel des Jahres 2018.

## Тема та компоненти
Гра схожа на The Game від Штеффена Бендорфа і базується, як і остання, на класичному пасьянсі. Це кооперативна карткова гра для двох-чотирьох гравців. Мета гравців — протягом кількох рівнів викладати карти з рук у порядку зростання їхніх значень, не порушуючи черговості. На відміну від інших кооперативних ігор, гравцям заборонено спілкуватися, вони не можуть розмовляти або подавати один одному знаки.
До комплекту входять 100 числових карт із номерами від 1 до 100, 12 карт рівнів, 5 карт життя та 3 карти зірок.

## Правила гри
Підготовка до гри передбачає викладення на стіл певної кількості карт життя та зірок, що залежить від кількості гравців. Решта цих карт відкладаються вбік. Карти рівнів сортуються за порядком, і перший рівень кладеться вгору на стос у центрі столу. Залежно від кількості гравців: 
- 2 гравці проходять рівні з 1 по 12, маючи 2 життя та 1 зірку;
- 3 гравці проходять рівні з 1 по 10, маючи 3 життя та 1 зірку;
- 4 гравці проходять рівні з 1 по 8, маючи 4 життя та 1 зірку.

100 числових карт перемішуються, і кожен гравець отримує по одній карті на рівні 1.
Після підготовки гравці кладуть долоні на стіл. Від цього моменту спілкування між ними заборонено. В довільному порядку гравці викладають карти на стіл у порядку зростання. Якщо у гравця є кілька послідовних карт, він може грати їх по одній, але не всі разом. Якщо гравці без спілкування викладуть усі карти в правильному порядку, рівень вважається пройденим. У наступному рівні кожен гравець отримує на одну карту більше. Гра продовжується аналогічно першому рівню.
Після рівнів 2, 3, 5, 6, 8 і 9 команда отримує додаткову зірку або життя. Максимальна кількість життів — 5, а зірок — 3. Якщо карта викладається у неправильному порядку, команда втрачає одне життя, а гравець, який припустився помилки, відкладає свої карти, що є нижчими за останню зіграні.
Гра завершується перемогою, якщо команда проходить усі рівні. Гравці програють, якщо втрачають останнє життя.

### Сліпий режим
Для досвідчених гравців пропонується грати у «сліпому режимі» після проходження останнього рівня. Карти викладаються долілиць, і помилки коштують життів.

### The Sound Experiment
The Mind: The Sound Experiment (2019) включає музичний супровід у вигляді CD з двома треками. Гра залишається незмінною, але музика додає атмосферу і сигналізує про час.

## Випуски та відгуки
The Mind була розроблена Вольфгангом Варшем і вперше представлена на Нюрнберзькому ярмарку іграшок у січні 2018 року. Художнє оформлення виконано Олівером Фройденрайхом. У тому ж році гра була локалізована французькою, англійською та нідерландською мовами.
У 2018 році The Mind була номінована на Spiel des Jahres разом із Azul та Луксор. 